# Disembodied (film 1998)
Disembodied è un film del 1998 scritto e diretto da William Kersten. È una pellicola di genere body horror, accostata dalla rivista Fangoria a Basket Case e a Eraserhead.

## Trama
Connie Sproutz è una ragazza pallida e riservata che si stabilisce in una camera nei sotterranei di un losco hotel. Fa amicizia con la prostituta Trixie, che abita nella stanza accanto, e cerca di evitare le attenzioni del viscido portiere di notte. Vittima di sogni astratti e incomprensibili, Connie mette in atto misteriosi esperimenti scientifici che coinvolgono un macchinario portatile e un cervello sotto vetro che la donna custodisce gelosamente. Dà poi alla luce dei viscidi grumi di carne dentati che alleva nella disgustosa vasca da bagno della sua camera. Connie è in realtà un essere ibrido nato dall'incrocio di DNA umano e alieno, ed è spinta da una fame insaziabile che la porta a uccidere esseri umani spruzzando acido da un bubbone che le cresce sulla guancia. L'acido scioglie il corpo della vittima, mentre Connie ne divora il cervello. Quando il portiere di notte tenta di violentare Trixie, Connie lo uccide e ne mangia il cervello. Scappa poi nel deserto e si suicida sciogliendo il suo stesso corpo nell'acido.

## Produzione
Kersten dichiara di essersi fortemente ispirato al film di John Parker Dementia. Disembodied è stato girato in 16mm nella città di Reno.

## Distribuzione
Inizialmente distribuito solo in VHS dalla Spectrum Entertainment, nel 2018 è stato rieditato in Blu ray dalla BrinkVision.

## Critica
"Anche se Disembodied è uscito alla fine degli anni '90, dà l'impressione di una pellicola molto più vecchia. Nessun elemento del film farebbe pensare che possa essere uscito dopo il 1975, e questo va a suo vantaggio".
"Mentre gli effetti speciali danno nuovo significato al termine low-budget (...) ogni difetto viene facilmente perdonato alla luce dell'inaspettato fascino bizzarro del film, che include scene in stop-motion, humor nerissimo e allucinazioni poderose (come la patata con l'occhio umano)".